# Trò chơi điện tử chiến lược

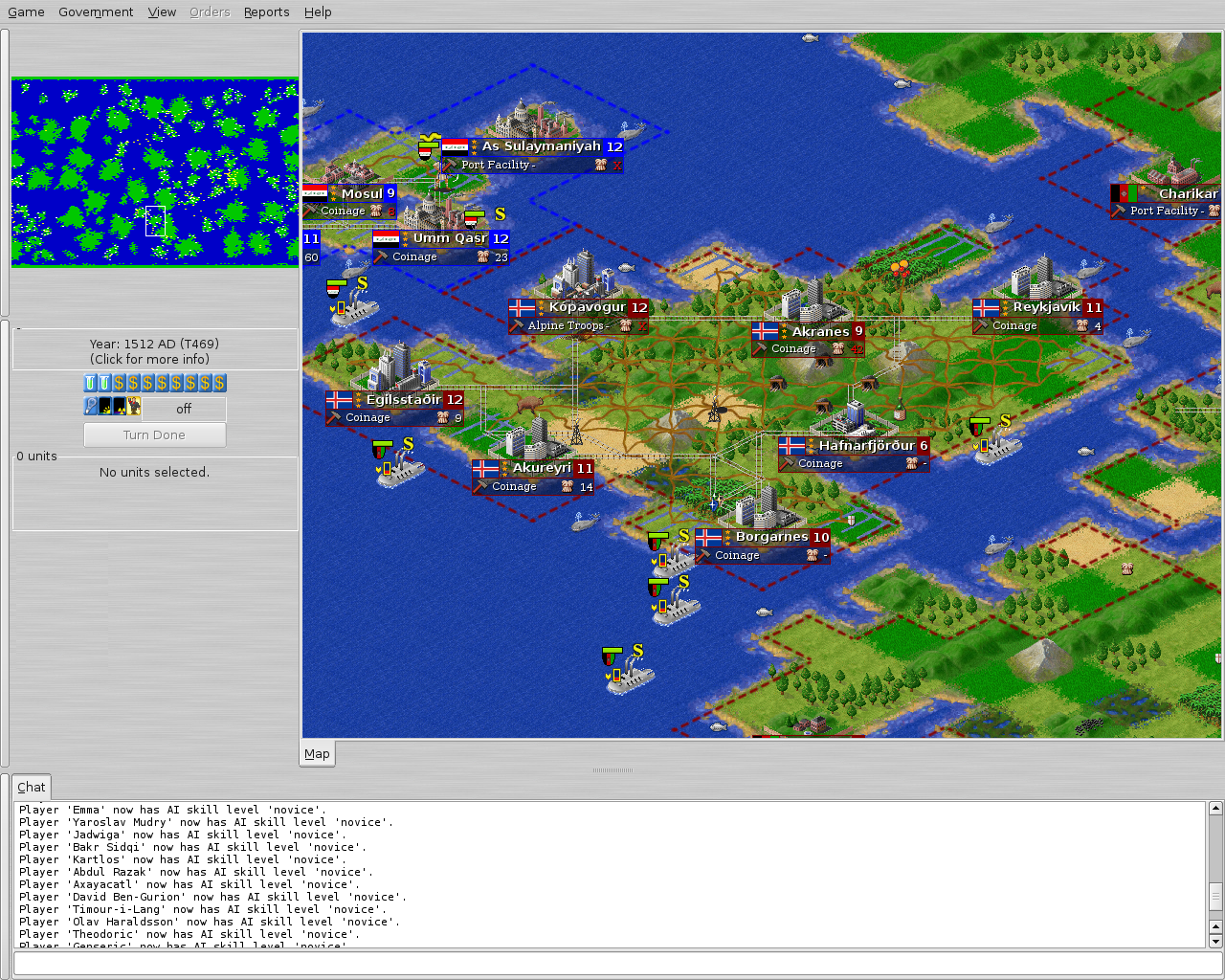
Hình ảnh một trò chơi điện tử chiến lược trên máy tính đời cũ

Trò chơi điện tử chiến lược hay còn gọi là game chiến thuật hay dàn trận là một trò chơi điện tử tập trung vào kỹ năng tư duy và kỹ năng thiết kế để giành chiến thắng. Nó nhấn mạnh những thách thức mang tính chiến lược, chiến thuật và đôi khi là hậu cần. Nhiều trò chơi chiến lược cũng bao gồm những thách thức kinh tế và thăm dò địa hình. Chúng thường được phân loại thành bốn thể loại phụ, tùy thuộc vào trò chơi đó là theo lượt hoặc thời gian thực, và trò chơi đó tập trung vào chiến lược hay chiến thuật.

## Định nghĩa
Trò chơi điện tử chiến lược là một thể loại của video game nhấn mạnh cách suy nghĩ khéo léo và lập kế hoạch để đạt được thắng lợi. Cụ thể, một người chơi phải lên kế hoạch một loạt các hành động chống lại một hoặc nhiều đối thủ, và việc làm suy giảm lực lượng địch thường là một mục tiêu. Chiến thắng đạt được thông qua việc kế hoạch vượt trội, và yếu tố cơ hội đóng một vai trò nhỏ hơn. Trong hầu hết các trò chơi chiến lược, người chơi có góc nhìn từ trên cao xuống thế giới trò chơi và gián tiếp kiểm soát các đơn vị trò chơi dưới sự chỉ huy của họ. Vì vậy, hầu hết các trò chơi chiến lược đều liên quan đến các yếu tố của chiến tranh theo các mức độ khác nhau, và tính năng kết hợp các cân nhắc chiến thuật và chiến lược. Ngoài việc chiến đấu, những trò chơi này thường thách thức khả năng của người chơi trong việc khám phá bản đồ, hoặc quản lý một nền kinh tế.